# 3-я армия (Румыния)
3-я румынская армия (рум. Armata 3 română) — общевойсковая армия Королевства Румыния периода Второй мировой войны. Активно участвовала в операциях вермахта на Восточном фронте, а с августа 1944 года — совместно с Красной Армией против вермахта. Неизменным командующим армии в 1941—1944 годах был генерал-лейтенант Петре Думитреску.

## Кампания 1941 года
Согласно плану войны Третьего рейха против СССР румынским частям отводилась роль поддержки наступления южного фланга немецких войск. Согласно указанным задачам 3-я и 4-я румынские армии были включены в группу армий «Юг» вермахта, целью которой было наступление по территории Украины и Кубани в направлении Кавказа. С начала наступления немецких армий на СССР в июне 1941 года основной удар подразделений Группы армий «Юг» направлялся с территории оккупированной Польши в направлении Западной Украины. Обе румынские армии, а также 11-я армия вермахта, размещённые на территории Румынии, оставались на своих позициях, поскольку считалось, что форсирование Прута, необходимое для удара по этому направлению, потребует поддержки войск, которые уже углубились на территорию СССР.
По состоянию на июнь 1941 года Королевство Румыния предоставило в поддержку операций вермахта против СССР 12 пехотных и 1 гвардейскую дивизии, 1 бронетанковую дивизию, 1 пограничную дивизию, 3 горных, 3 кавалерийских и 2 крепостных бригады общей численностью 326 тысяч военнослужащих. Некоторые из этих подразделений были подчинены непосредственно армиям вермахта, большинство — объединены в 3-й и 4-ю румынские армии и образовали группу армий «генерал Антонеску».
Перед началом наступления на СССР 3-я румынская армия сосредоточила в своём составе в основном горные и кавалерийские части, имея в своём подчинении подразделения общей численностью 74 700 солдат:
- Горный корпус:

- - 1-я горная бригада; (командир бригадный генерал Леонард Мочульски)
  - 2-я горная бригада (командир бригадный генерал Ион Думитраче);
  - 4-я горная бригада (командир бригадный генерал Георге Манолиу);
- Кавалерийский корпус:

- - 5-я кавалерийская бригада;
  - 6-я кавалерийская бригада;
  - 8-я кавалерийская бригада (командир Йон Данеску, с ноября 1941 по апрель 1942 полковник Корнелиу Теодорини);
- 5 эскадрилий разведывательной и бомбардировочной авиации;
- разведывательные, артиллерийские и противотанковые подразделения.

Командование 3-й румынской армией в 1941—1942 годах
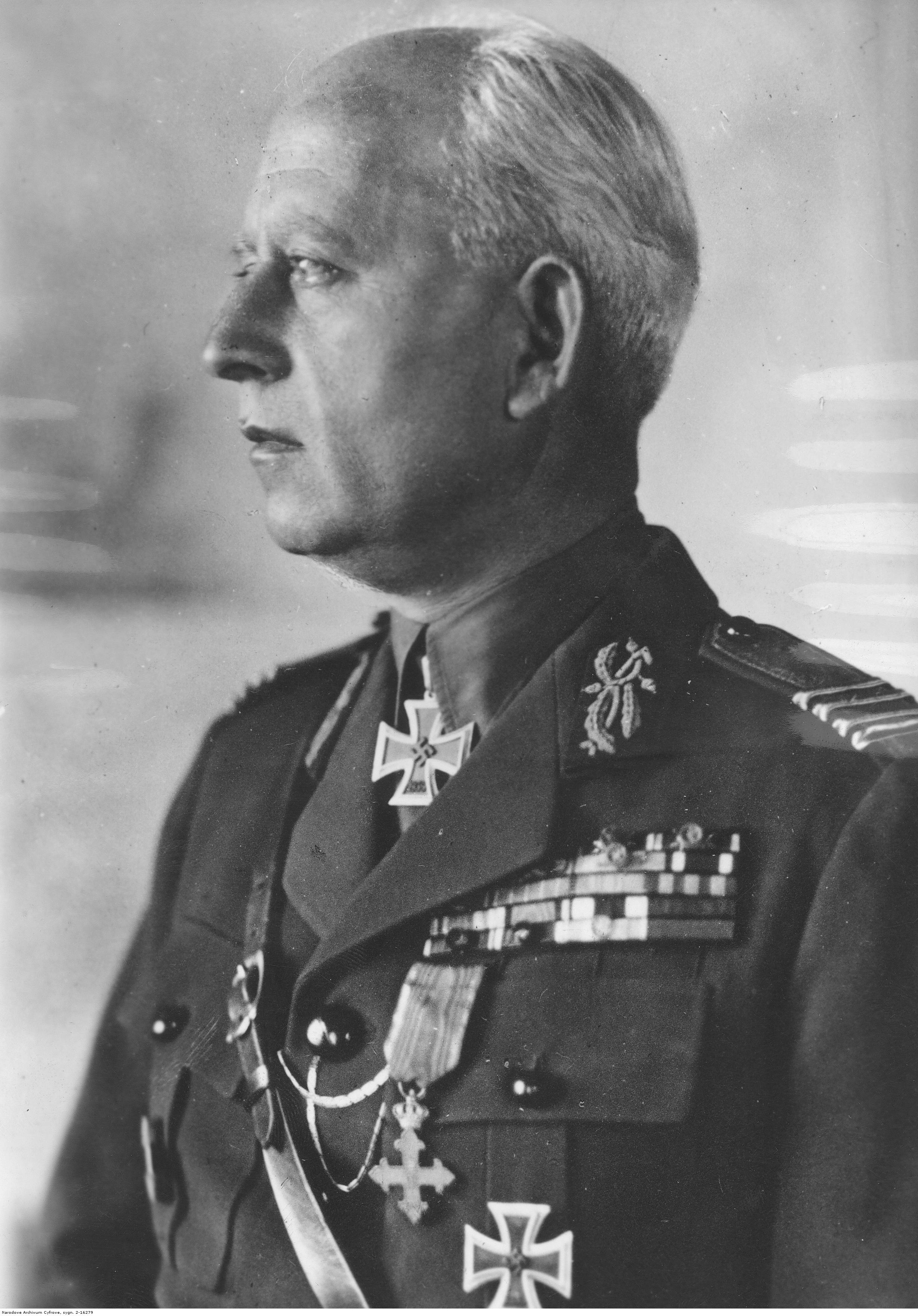
Генерал Петре Думитреску, командующий 3-й румынской армией
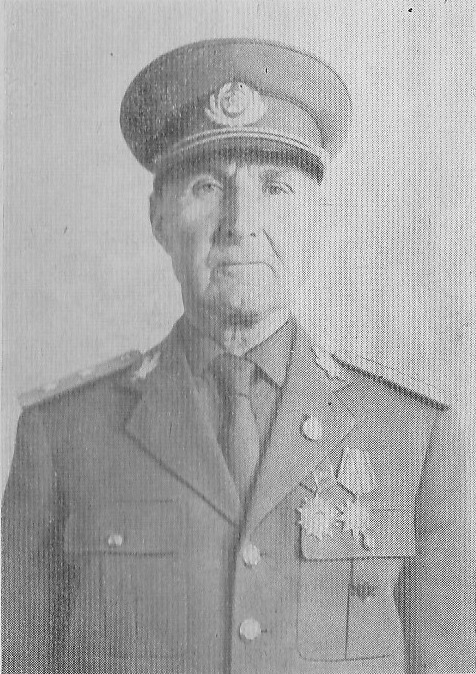
Бригадный генерал Леонард Мочульски, командир 1-й горнострелковой бригадой (с марта 1942 преобразована в дивизию)
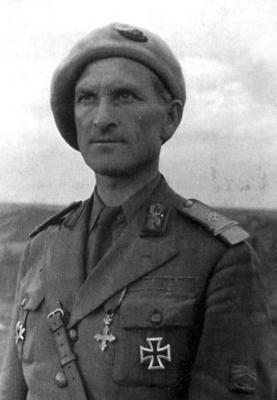
Бригадный генерал Ион Думитраке, командир 2-й горнострелковой бригадой (с марта 1942 преобразована в дивизию)
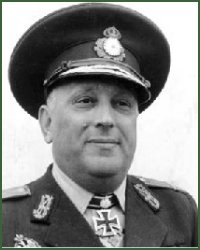
Полковник Корнелиу Теодорини, командир 8 кавалерийской бригады в 1941—1942 годах, позднее дивизионный генерал

Наступательная операция на направлении действий 3-й армии началась лишь 2 июля 1941 года, когда отдельные подразделения перешли границу и захватили несколько сел на противоположном берегу Прута с целью освобождения Северной Бессарабии. 5 июля 1941 подразделения армии заняли Черновцы, 8 июля — Хотин, а 12 июля вышли на берег Днестра. В продвижении к Днестру правый фланг 3-й армии прикрывала германская 11-я армия.

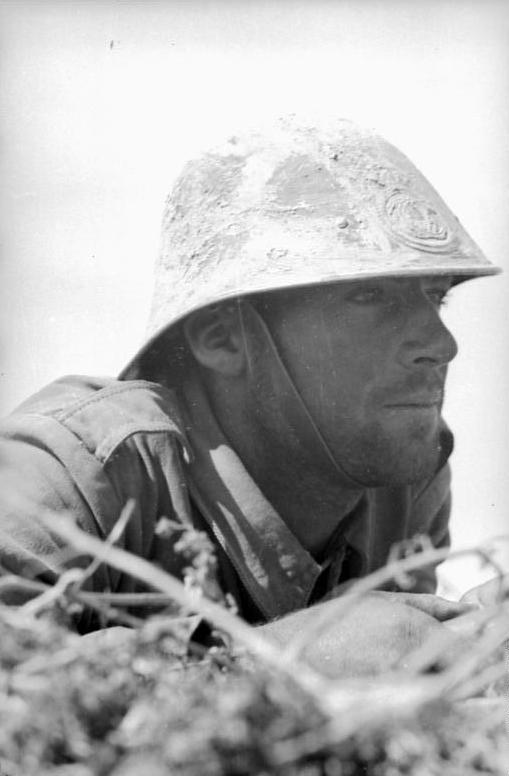
Румынский солдат, июнь 1942 года

17 июля 1941 года 3-я румынская армия форсировала Днестр и вместе с 11-й и 17-й армиями вермахта начала продвижение вглубь Украины. В сентябре 1941 года Думитреску отбил попытку советских войск переправиться через Днестр на востоке позади позиций 11-й армии. Армия принимала участие в боях за Умань, Кривой Рог, принимала участие в форсировании Днепра, окружении частей советских 9-й и 18-й армий на Юге Украины.
После того, как правительство Румынии согласилось продолжить войну за пределами своей территории, 3-я армия участвовала в наступлении на Крым. С октября 1941 года и до окончательного захвата Крыма войскам вермахта в июле 1942 года отдельные подразделения 3-й румынской армии в составе немецких армий и корпусов участвовали в наступательных боях на территории Крыма, основная же часть румынских подразделений занимали оборонительные позиции или привлекались к охранным функциям, антипартизанской борьбе в Крымских горах и отражениям десантов советских войск на оккупированных территориях Крымского полуострова.
Всего к 10 октября 1941 года 3-я армия прошла расстояние в 1700 километров от румынской границы, приняв участие в 4-х крупных сражениях и 42-х мелких боях. К этому времени 3-я армия захватила 15 565 пленных, 149 танков, 128 орудий и более 700 пулемётов, потеряв при этом 10 541 человек (из них 2555 погибших, 6201 раненых и 1785 пропавших без вести).

## Кампания осени 1942 года — весны 1943

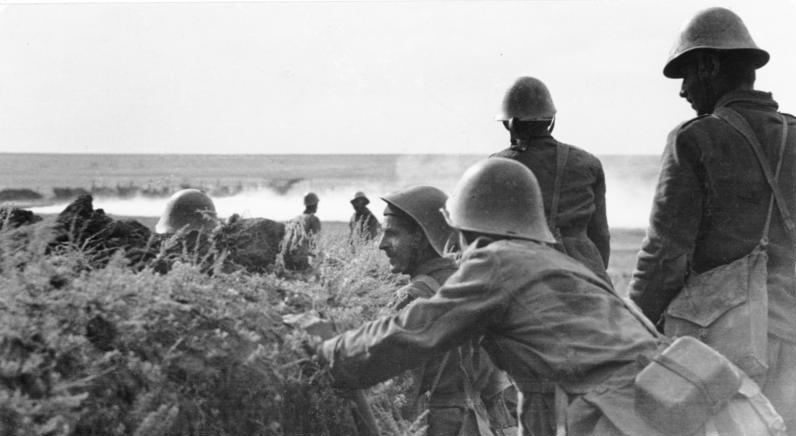
Румынские солдаты на позициях в районе Сталинграда, 1942 год

В августе 1942 года 3-я румынская армия была реорганизована и подчинена 17-й армии вермахта, в её составе был оставлен лишь Кавалерийский корпус в составе 5-й, 6-й и 9-й кавалерийских дивизий. 4 августа 1942 года подразделения армии форсировали Дон поблизости от Ростова и начали продвижение в направлении Кавказа. Войска армии участвовали в захвате Таманского полуострова и Новороссийска.
В сентябре 1942 года 3-я румынская армия была переведена в район севернее Сталинграда, где заняла позиции отведённых пяти итальянских и двух немецких дивизий. Предварительно армия прошла очередную реорганизацию и включала в себя на тот момент 8 пехотных и 2 кавалерийских дивизии общей численностью 152,5 тысяч военнослужащих и 11,2 тысяч солдат вермахта, объединённых в 4 корпуса и резерв.
- 1-й корпус:
  - 7-я пехотная дивизия;
  - 11-я пехотная дивизия;
- 3-я и 4-я румынские армии под Сталинградом во время советской операции «Уран»2-й корпус:
  - 9-я пехотная дивизия;
  - 14-я пехотная дивизия;
- 4-й корпус:
  - 1-я кавалерийская дивизия;
  - 13-я пехотная дивизия;
- 5-й корпус:
  - 5-я пехотная дивизия;
  - 6-я пехотная дивизия;
- Резерв:
  - 7-я кавалерийская дивизия;
  - 15-я пехотная дивизия;

3-я и 4-я румынские армии под Сталинградом во время советской операции «Уран»

С началом контрнаступления советских войск под Сталинградом (операция «Уран») по позициям 3-й румынской армии 19 ноября 1942 года наносили основной удар главные силы Юго-Западного фронта. Румыны только в первый день стойко защищали свои позиции, опираясь на удобные для обороны рубежи по берегу Дона, но когда 20-21 ноября их фланги были охвачены советскими танковыми корпусами, начали отход, быстро превратившийся в бегство. К вечеру 21 ноября значительная часть армии была окружена в районе хутора Верхнечеренский, а 23 ноября — капитулировала (в плен сдались командиры 5-й и 6-й румынских дивизий генералы Н. Мазарини и М. Ласкар, 8 полковников и 8058 солдат и офицеров. В ночь с 23 на 24 ноября в станице Распопинская капитулировала вторая окруженная группировка 3-й армии (части 13-й, 14-й и 15-й пехотных дивизия и остатки других частей) во главе с бригадным генералом Стэнеску (9 полковников и около 21 000 солдат и офицеров). К концу ноября половина дивизий армии была потеряна в позиционных боях и окружениях. В результате Сталинградской битвы 3-я армия была практически уничтожена, совокупные потери румынских войск в ходе битвы составили 159 тысяч человек убитыми, ранеными и пропавшими без вести. Фактически было потеряно 16 из 18 румынских дивизий, действовавших на этом участке фронта, львиная доля потерь пришлась именно на 3-ю армию.

## Завершающие стадии войны
После разгрома под Сталинградом остатки 3-й румынской армии принимали участие лишь в оборонительных боях на Украине во время своего отступления в Румынию. В начавшейся 20 августа 1944 года Ясско-Кишиневской операции оборона войск армии была сразу прорвана советскими войсками на Кицканском плацдарме и при форсировании Днестровского лимана. Значительная часть войск армии была окружена, уцелевшие спешно отступали в Румынию. С приближением к Румынии советской армии 23 августа румынский король Михай I при поддержке антифашистской оппозиции совершил государственный переворот и, арестовав диктатора страны Антонеску и пронемецки настроенных генералов, объявил войну Германии. Части 3-й армии в своем большинстве повернули оружие против немецких войск.
К концу Второй мировой войны остатки 3-й армии вместе с другими соединениями румынской армии принимали участие в боевых действиях против бывших союзников на территории Румынии, Венгрии и Австрии.